# Christine Schindler

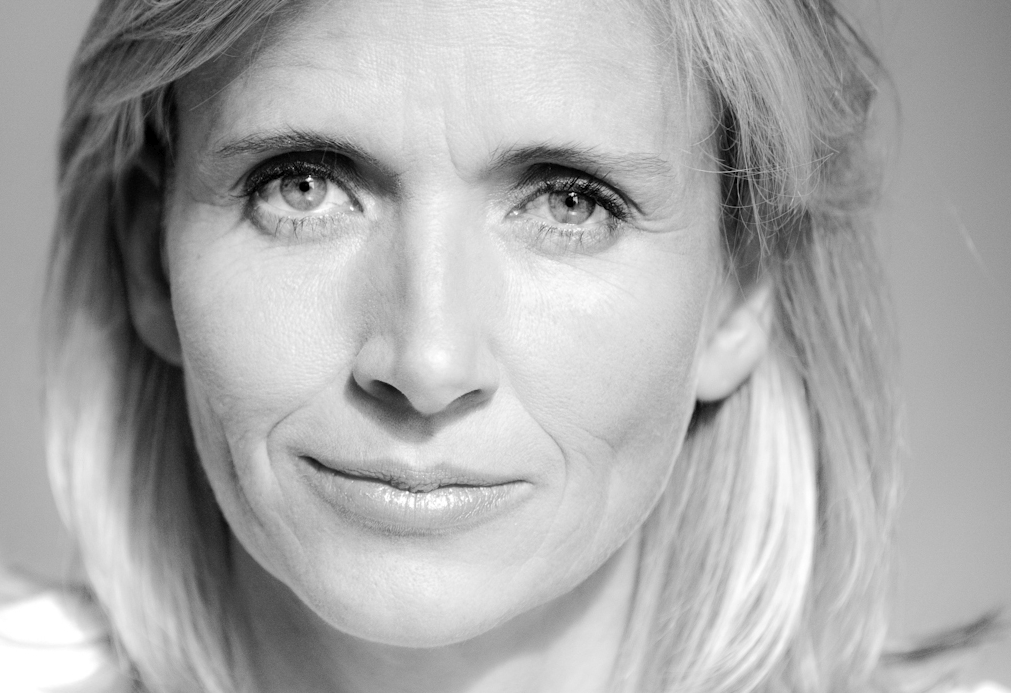
Christine Schindler, Mai 2012

Christine Schindler (* 1968 bei Stuttgart) ist eine deutsche Fotokünstlerin. Sie lebt und arbeitet in Hamburg.

## Werk
Im Zentrum von Christine Schindlers Werk stehen die fotografische Analyse vergessener Orte und die Abbildung ihrer geschichtlichen Dimensionen sowie deren Kontrast zur Gegenwart.
Technisch gesehen sind Christine Schindlers Arbeiten vor allem durch die wechselnde Verwendung von Nah- und Fernaufnahmen, dem Spiel von Schärfe und Unschärfe, Tiefe und Flächigkeit sowie verdichtete Perspektiven bestimmt. 
In der auf Ibiza entstandenen Serie „Bungalow Park“ von 2013 folgt sie den baulichen Spuren der sogenannten Rattenlinien, den Fluchtrouten ehemaliger Nazis, deren Sympathisanten und heutigen Angehörigen, die sich inkognito unter dem Schutz Francos der Strafverfolgung entzogen. Die komplette erste Auflage der Serie wurde durch die Sammlung der Deutschen Bank Frankfurt erworben. Das Thema der Rattenlinien ist weiterhin zentraler Bestandteil ihres aktuellen Schaffens.

## Ausstellungen und Ausstellungsbeteiligungen
- 2017: Art Cologne, Köln
- 2013/14: Christine Schindler. Ibiza – Abseits ist überall, Samuelis Baumgarte Galerie, Bielefeld
- 2015/16: Sagenhaft! 40 Jahre Samuelis Baumgarte Galerie, Bielefeld

## Sammlungen
- Sammlung Deutsche Bank, Frankfurt